# Siemionowo (obwód kurski)
Siemionowo (ros. Семёново) – wieś (ros. деревня, trb. dieriewnia) w zachodniej Rosji, w sielsowiecie niekrasowskim rejonu rylskiego w obwodzie kurskim.

## Geografia
Miejscowość położona jest nad rzeką Sejm, 1 km od centrum administracyjnego sielsowietu niekrasowskiego (Niekrasowo), 8,5 km od centrum administracyjnego rejonu (Rylsk), 106 km od Kurska.

## Demografia
W 2010 r. miejscowość zamieszkiwało 321 osób.